# 无梁殿 (泰安市)
无梁殿，位于山东省泰安市岱岳区夏张镇，是中华人民共和国山东省文物保护单位之一。
2006年12月7日，授予山东省文物保护单位，是一座古建筑。